# Генетичне різноманіття

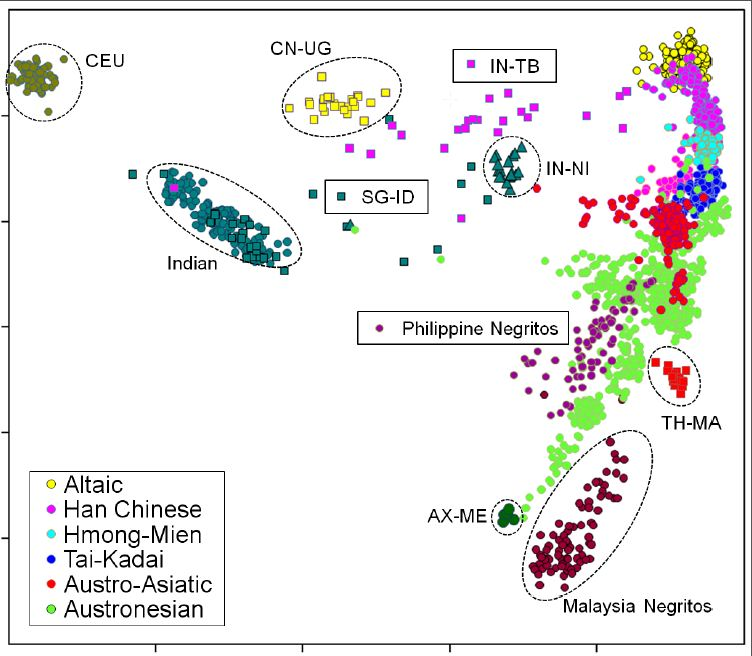
Приклад аналізу генетичного різноманіття — кластеризації різних популяцій людини в Азії за SNP-маркерах

Генетичне різноманіття — характеристика біорізноманіття, що описує загальне число генетичних характеристик, які зустрічаються у популяції або виді. Термін відрізняється від генетичної мінливості, яка описує здатність генетичних характеристик до змін.
Генетична різноманітність являє собою важливий компонент генетичної характеристики популяції, групи популяцій або виду. Генетична різноманітність, залежно від вибору розглянутих генетичних маркерів, характеризується кількома вимірюваними показниками, або параметрами:
- Середня гетерозиготність
- Число алелей на локус
- Генетична відстань (для оцінки міжпопуляційного генетичного різноманіття).

Механізми виникнення:
Генетика популяцій описує кілька теоретично можливих механізмів виникнення генетичного різноманіття:
- Нейтральна теорія еволюції пропонує, що генетичне різноманіття є результатом накопичення нейтральних рис.
- Дизруптивний добір пропонує швидке пристосування до локальних умов та відбір алелей, це особливо ймовірно у випадку великого ареалу або низької мобільності популяції.
- Залежна від частоти селекція пропонує зниження рівня пристосування в результаті надмірного поширення риси, як це може трапитися у випадку рис, що впливають на взаємодію з патогенами.

Показники генетичної різноманітності
- Середня гетерозиготність

Цей параметр генетичного різноманіття описує, яку частку в популяції становлять особини, гетерозиготні за досліджуваними маркерами, з усередненням цього параметра по набору використаних маркерів.
- Число алелей на локус

Цей параметр, як правило, використовується для оцінки генетичного різноманіття за маркерами, які мають більше двох описаних алельних станів, наприклад, для мікросателітних локусів.
- Генетична відстань

Параметр описує ступінь відмінності і різноманітності між популяціями за наявністю / відсутністю або частотам алелей, що були використані як маркери.